# Marian Enache
Marian Florin Enache, född 5 augusti 1995, är en rumänsk roddare.

## Karriär
Vid olympiska sommarspelen 2020 i Tokyo slutade Enache och Ioan Prundeanu på tredje plats i B-finalen i dubbelsculler, vilket var totalt nionde plats i tävlingen.
I april 2024 vid EM i Szeged tog Enache guld tillsammans med Andrei Cornea i dubbelsculler. Vid OS 2024 i Paris tog de guld tillsammans i dubbelsculler. Vid EM 2025 i Plovdiv tog de silver tillsammans i dubbelsculler.